# آیلو
آیلو (به انگلیسی: Aylo) (با نام سابق مَن‌وین (به انگلیسی: Manwin) و مایندگیک (به انگلیسی: MindGeek)) یک شرکت خصوصی کانادایی است که در درجه اول بر پورنوگرافی تمرکز دارد. این شرکت متعلق به فراس آنتون، برند برگمایر، دیوید مارمورستاین و لئوناردو داسیلوا است. و بسیاری از وب سایت‌های پورنوگرافی معروف را اداره می‌کند، شامل سرویس‌های اشتراک ویدئو پورن‌هاب، رد تیوب، یوپورن، و همچنین شرکت‌های تولید فیلم بزرگسالان برزرز، دیجیتال پلی‌گراوند، من.کام، ریالتی کینگز، شان کودی، و وای‌نات‌بای.کام. دفتر مرکزی مایندگیک در لوکزامبورگ است و دفاتر دیگری در بخارست، دوبلین، لندن، لس آنجلس و مونترآل نیز دارد. سخنگوی این شرکت معتقد است که مایندگیک (آیلو) «یکی از پنج شرکت برتر مصرف کننده پهنای باند در جهان هستند.».
این شرکت تحت چندین پرونده قضایی قرار گرفته و علیه رقبای خود اقامه دعوی کرده‌است. مایندگیک (آیلو) در کالیفرنیا به دلیل میزبانی وبسایت پورنوگرافی GirlsDoPorn که بدون رضایت بازیگران ویدئوهای آنان را پخش می‌کرد، مورد شکایت قرار گرفت. در ژانویه ۲۰۲۱، یک شکایت دسته جمعی با ادعاهای مشابه در مونترآل برای افرادی که عکس و فیلم‌های مستهجن آنان در زیر سن قانونی گرفته شده و بدون رضایت در سایت‌های مایندگیک (آیلو) منتشر شده باشد انجام شد که از سال ۲۰۰۷ شامل می‌شود. در این شکایت آمده بود که مایندگیک (آیلو) آگاهانه در مورد «شواهد فزاینده قاچاق جنسی، شرکای تجاری خود را مورد تحقیق یا بازجویی قرار نداده‌است.». در فوریه ۲۰۲۱، یک شکایت مدنی در ایالات متحده علیه مایندگیک (آیلو) به نمایندگی از قربانیان قاچاق جنسی کودکان که مطالب آنان در پورن‌هاب آپلود شده بود، راه اندازی شد. بسیاری از رسانه‌های روزنامه‌نگاری این شرکت را به داشتن انحصار در صنعت پورنوگرافی آنلاین متهم می‌کنند، به طوری که ۳ سایت از ۱۰ سایت مشهور پورنوگرافی متعلق به مایندگیک (آیلو) است.

## ساختار شرکتی
مایندگیک تحت ساختار پیچیده‌ای از چندین شرکت در کشورهایی مانند جزایر ویرجین بریتانیا، کانادا، کوراسائو، قبرس، آلمان، ایرلند، لوکزامبورگ، موریس، هلند، بریتانیا و ایالات متحده آمریکا و ایران فعالیت می‌کند. که این ساختار برای اجتناب از پرداخت مالیات شرکتی است؛  با شرکت‌های صورتحساب در ایرلند، شرکت‌های تابعه در کوراسائو و دارایی‌هایی در قبرس و لوکزامبورگ، همه کشورهایی که به عنوان بهشت مالیاتی شناخته شده‌اند یا قوانین مالیاتی ضعیفی دارند. کانادا دارای معاهدات مالیاتی ویژه با لوکزامبورگ، مقر قانونی مایندگیک است به طوری که به عنوان یک شرکت تابعه کانادایی از پرداخت مالیات معاف است.
اکثر کارمندان در دفتر مرکزی در مونترآل کار می‌کنند که بیش از ۱۰۰۰ نفر در آن شاغل هستند.

## صنعت بزرگسالان
در سال ۲۰۱۳، وب سایت خبری صنعت بزرگسالان XBIZ مایندگیک را به عنوان «بزرگترین اپراتور سرگرمی بزرگسالان در سطح جهان» توصیف کرد. و یکی از سخنگویان این شرکت که در سال ۲۰۱۳ با روزنامه ایرلند مستقل مصاحبه کرد، اظهار داشت که آنها «یکی از پنج شرکت برتر مصرف‌کننده پهنای باند در جهان» هستند. یک سایت بررسی پورنوگرافی اینترنتی، گزارش داده که ۱۶۴ سایت پورنوگرافی در مالکیت یا نمایندگی شرکت مایندگیک است.
گزارش شده که تسلط مایندگیک بر صنعت پورنوگرافی آنلاین ممکن است نتایج منفی در پی داشته باشد زیرا قدرت انحصاری قابلیت کنترل تولید و توزیع را دارد.

## برخی از سایت‌های زیرمجموعه
(بر اساس آمار سایت TheBestPorn.com)
- پورن هاب
- پورن ام دی
- رد تیوب
- یو پورن
- ریالتی کینگز
- دیجیتال پلی‌گراوند
- من.کام
- شان کودی
- برزرز
- تواِستیز
- وای‌نات‌بای.کام
- موفوس نتورک
- بیبس نتورک
- میلف هانتر
- میلف نکست دور
- یورو سکس پارتیز
- کریزی کالج جی‌اف‌سز
- ویکد.کام
- ادولت.کام
- سی مای وایف

## کنترل سن و حمایت از کودکان

### ای‌اس‌ای‌سی‌پی
مایندگیک از سال ۲۰۱۱ حامی ASACP (انجمن سایت‌های مدافع حمایت از کودکان) بوده‌است. ASACP یک سازمان غیرانتفاعی آمریکایی است که با پورنوگرافی کودکان مبارزه می‌کند و هدف انجمن ارتقای اثربخشی فناوری فیلتر کردن محتوای والدین از طریق ارائه برچسب RTA («محدود به بزرگسالان») است که می‌تواند توسط مدیران وب سایت‌های بزرگسالان پیاده‌سازی شود.

### پروتکل تأیید سن در آلمان
در آلمان، ژوئیه ۲۰۲۱، از سال ۲۰۲۰ پرونده‌هایی توسط کمیسیون حفاظت از رسانه‌های جوانان در دادگاه دوسلدورف تشکیل شده که از شرکت‌های تابعه مایندگیک می‌خواهد پروتکل‌های تأیید سن را اعمال کنند. چهار کانال پورنوگرافی اجرای این درخواست را رد کرده‌اند: برخی رسانه‌های خبری آلمان گزارش دادند که آنها یو پورن، پورن هاب و مای دیرتی لابی متعلق به مایندگیک و اکس همستر هستند.

## دعاوی حقوقی
در دسامبر ۲۰۲۰، مایندگیک در کالیفرنیا به دلیل میزبانی وبسایت پورنوگرافی GirlsDoPorn که بدون رضایت بازیگران ویدئوهای آنان را پخش می‌کرد، مورد شکایت قرار گرفت. . چهل شاکی خواستار غرامت ۸۰ میلیون دلاری از جمله ناراحتی، طرد شدن، ضربه روحی و اقدام به خودکشی شدند. در این شکایت آمده که مایندگیک قطعاً از اوایل سال ۲۰۰۹ تا پاییز ۲۰۱۶ از قاچاق جنسی این شرکت اطلاع داشت، اما تا زمانی که شرکت منحل شد به همکاری با GirlsDoPorn ادامه داد. همچنین این شکایت ادعا شده که مایندگیک نتوانسته ویدیوهای GirlsDoPorn را علی‌رغم درخواست‌های حذف توسط قربانیان، در دسامبر ۲۰۲۰ حذف کند. ده زن دیگر به این دعوی پیوستند. پرونده در اکتبر ۲۰۲۱ با شرایط نامشخصی حل و فصل شد.
در ژانویه ۲۰۲۱، یک شکایت دسته جمعی با ادعاهای مشابه در مونترال راه اندازی شد. در این شکایت درخواست پرداخت ۶۰۰ میلیون دلار غرامت برای هر فردی که از سال ۲۰۰۷ عکس‌ها و فیلم‌های مستهجن که ممکن است در زیر سن قانونی گرفته شده باشد و بدون رضایت آنها در سایت‌های مایندگیک به اشتراک گذاشته شده باشد، شده‌است. در این شکایت آمده بود که مایندگیک آگاهانه در مورد «شواهد فزاینده قاچاق جنسی، شرکای تجاری خود را مورد تحقیق یا بازجویی قرار نداده‌است.»

### میزبانی محتوای آزار و قاچاق جنسی کودکان
در فوریه ۲۰۲۱، یک شکایت دسته جمعی مدنی به نمایندگی از قربانیان قاچاق جنسی کودکان علیه مایندگیک در آلاباما انجام شد و ادعاهایی را علیه مایندگیک /پورن هاب مطرح کرد. این دادخواست استدلال‌هایی در مورد نحوه بارگذاری محتوای جنسی از کودکان در پورن هاب و سود بردن از آنها ارائه کرد. نیکلاس کریستوف روزنامه‌نگار روزنامه نیویورک تایمز در مقاله ای در دسامبر ۲۰۲۰ نیز این موارد را فاش کرده بود. در این شکایت، ادعاهای مطرح شده از طرف قربانیان توسط شرکت‌های حقوقی بی شماری از جمله مرکز ملی حقوقی استثمار جنسی مطرح شده‌است،